# Лайнсдорф, Эрих
Эрих Ла́йнсдорф (нем. Erich Leinsdorf; настоящая фамилия Ландауэр, нем. Landauer; 1912—1993) — австрийский и американский дирижёр еврейского происхождения.

## Биография[1]
Родился в Вене в еврейской семье. В 1930 году учился в Моцартеуме, в 1931-1933 гг. - в Венской академии музыки. В 1934—1937 гг. был помощником Бруно Вальтера и Артуро Тосканини по работе на Зальцбургском фестивале. В 1938 г. из-за аншлюса покинул Австрию и переехал в США В 1938 г. дебютировал «Валькирией» в Метрополитен-опере .В 1939 г.после смерти А.Боданцки  стал ведущим специалистом по операм Вагнера). В 1942 г. Лайнсдорф получил американское гражданство.
В 1943—1946 гг. Лайнсдорф руководил Кливлендским оркестром, однако бо́льшую часть этого срока отсутствовал из-за службы в армии США. В 1947—1955 гг. Лайнсдорф возглавлял Рочестерский филармонический оркестр. В 1955-1956 гг.  работал в Нью-Йоркской городской опере. Вернулся в 1957 г. в Метрополитен-опера («Арабелла» Р.Штрауса). В 1958-1962 годы - музыкальный руководитель театра. В 1959 г. поставил «Макбет» Дж.Верди.
В 1962—1969 гг. Лайнсдорф был музыкальным руководителем Бостонского симфонического оркестра. На этот период пришёлся концерт 22 ноября 1963 г., когда Лайнсдорф вынужден был сообщить публике об убийстве президента Кеннеди и вне программы исполнил со своим оркестром траурный марш из «Героической» симфонии Бетховена.
В дальнейшем Лайнсдорф, главным образом, выступал в качестве приглашённого дирижёра, если не считать период руководства Симфоническим оркестром Берлинского радио в 1978—1980 гг.

## Репертуар[2]
В 1958-1962 гг. в Метрополитен-опере исполнял сочинения Моцарта, Пуччини, Верди, Р.Штрауса , классические оперетты: «Дон Жуан», «Волшебная флейта», «Джанни Скикки», «Мадам Беттерфляй», «Саломея», «Фиделио», все оперы Р.Вагнера, начиная с «Летучего голландца» и до «Парсифаля», «Свадьбу Фигаро» Моцарта, «Орфея и Эвридику» Глюка, «Пеллеаса и Мелизанду» Дебюсси. В 1959 г. поставил «Макбет» Дж.Верди.
Дважды участвовал в Байрёйтских фестивалях. В 1959 г.исполнял «Нюрнбергских майстерзингеров», в 1972 г - «Тангейзера».
В Венской опере выступал в 1978 г. («Палестрина» Пфицнера), в 1983 г. - («Электра»), в 1984 г. - («Карл V» Кшенека).
В 1969 г. в Танглвуде продирижировал «Похищением из сераля» Моцарта.

## Записи
Среди известных записей Лайнсдорфа — вагнеровский репертуар Метрополитен-оперы (Тангейзер, 1941, Лоэнгрин, 1943) и римская запись «Тоски» Пуччини (1957, солисты З.Миланова, Ю.Бъёрлинг, Л.Уоррел), «Турандот» (1959, солисты Б.Нильсен, Ю.Бъёрлинг, Р.Тебальди и др).
Важное место среди записей Лайнсдорфа занимают симфонии Густава Малера. Записал симфонии и все фортепианные концерты Прокофьева (Бостонский оркестр, солист — Джон Браунинг).
Записал с Чикагским симфоническим оркестром совместно со Святославом Рихтером (фортепиано) концерт №2 И. Брамса.

## Книги
Опубликованы три книги статей и выступлений Лайнсдорфа: «Cadenza: A Musical Career» (1976), «The Composer’s Advocate: A Radical Orthodoxy for Musicians» (1981) и «Erich Leinsdorf on Music» (1997).